# الشاغور (مدينة)
الشاغور هي عبارة عن مدينة مكونة من ثلاثة قرى عربية في الجليل الأعلى وهي قرى البعنة ودير الأسد ومجد الكروم ويبلغ عدد سكانها 30000 نسمة جميعهم عرب منهم حوالي %97 مسلمون والباقي من المسيحيين، والمسيحيين في تلك المنطقة يسكونون في قرية البعنة ونسبتهم حوالي %15 من سكان القرية.

## الموقع
يحد المدينة من الغرب منطقة عكا ومن الشرق منطقة صفد ومن الجنوب منطقة البطوف ومن الشمال منطقة الجليل الأعلى، وأعلى قمة في المدينة المكونة من القرى الثلاثة تقع في قرية دير الأسد، ويبلغ ارتفاعها حوالي 550 متر فوق سطح البحر.

## أعلام
- أحمد سبع

عمر موسى ايضا من مواليد الشاغور